# Erik Hansen (canoë-kayak)
Erik Hansen, né le 15 novembre 1939 à Randers et mort le 30 septembre 2014, est un kayakiste danois.

## Carrière
Erik Hansen participe aux Jeux olympiques de 1960 à Rome et remporte la médaille d'or en K1-1000 mètres et la médaille de bronze avec le relais 4x500 mètres kayak en compagnie de Helmuth Sörensen, Arne Höyer et Erling Jessen. Lors des Jeux olympiques d'été de 1968 à Mexico, il remporte la médaille de bronze en K1-1000m.